# Solsjön (Bladåkers socken, Uppland)
Solsjön är en sjö i Uppsala kommun i Uppland och ingår i Skeboåns huvudavrinningsområde.